# Mats Engström (idrottsledare)
Mats Engström, född 7 oktober 1955, är en svensk idrottsledare och före detta ordförande för IFK Göteborg.
Engström valdes till ny ordförande för IFK Göteborg vid årsmötet den 5 mars 2018, efter att sittande ordförande Frank Andersson valt att inte ställa upp för omval. Dessförinnan hade Engström varit vice ordförande i föreningen och suttit i styrelsen sedan 2015.
Innan han kom till IFK Göteborg har Mats Engström bland annat varit ordförande för Västra Frölunda IF. Parallellt med sin karriär inom föreningslivet har han även suttit i 36 år som regionchef på Nordea, men är sedan 2019 pensionär. Som ung spelade Mats Engström fotboll i division 4-laget Höganäs BK, där han spelade som mittback.